# Matelea magallanesii
Matelea magallanesii là một loài thực vật có hoa trong họ La bố ma. Loài này được E.J. Lott mô tả khoa học đầu tiên năm 1992.